# Harlowton (Montana)
Harlowton es una ciudad ubicada en el condado de Wheatland en el estado estadounidense de Montana. En el Censo de 2010 tenía una población de 997 habitantes y una densidad poblacional de 661,42 personas por km².

## Geografía
Harlowton se encuentra ubicada en las coordenadas 46°26′13″N 109°50′4″O / 46.43694, -109.83444. Según la Oficina del Censo de los Estados Unidos, Harlowton tiene una superficie total de 1.51 km², de la cual 1.51 km² corresponden a tierra firme y (0%) 0 km² es agua.

## Demografía
Según el censo de 2010, había 997 personas residiendo en Harlowton. La densidad de población era de 661,42 hab./km². De los 997 habitantes, Harlowton estaba compuesto por el 95.39% blancos, el 0% eran afroamericanos, el 0.7% eran amerindios, el 0.2% eran asiáticos, el 0% eran isleños del Pacífico, el 0.5% eran de otras razas y el 3.21% pertenecían a dos o más razas. Del total de la población el 1.91% eran hispanos o latinos de cualquier raza.